# Stufato à la pavesane
Le stufato à la pavesane est un ragoût au vin, ou daube de bœuf, typique du sud de la Lombardie. La partie de la viande qui est cuite est l'épaule (en Lombardie, elle est désignée comme cappello da prete). Le stufato est utilisé pour préparer la farce des agnolotti à la pavesane, autre plat typique de la région de Pavie.

## Origine
Au XIXe siècle, dans la période hivernale, c'était le mets dominical par excellence. Sa cuisson à la vapeur (ou braisage), était faite en plaçant les charbons ardents sur le couvercle de la cocotte et durait souvent entre 8 et 10 heures. Cette façon de faire permettait de servir une viande tendre et juteuse et qui aurait été difficilement consommable avec un autre type de cuisson. C'était pour cette raison un des mets traditionnels, car toujours prêt, des auberges lombardes.

## Ingrédients
Ce mets nécessite, outre du bœuf (cappello da prete) et du vin rouge, du lard, des carottes, des oignons, du céleri, une gousse d'ail, du laurier, des épices (clou de girofle, cannelle, poivre), concentré de tomate, cacao amer, farine, huile d'olive, beurre, sel.

## Préparation
La viande piquée d'ail et lardée est mise, pendant une journée, dans une marinade de vin rouge avec les légumes et les épices. Puis ses morceaux farinés sont saisis dans une casserole, dès qu'ils sont dorés, les légumes sont ajoutés.
Quand leur cuisson a commencé, le tout est recouvert du vin de la marinade dans lequel ont été délayés le concentré de tomate et le cacao, salé et laissé à mijoter. Les morceaux de viande sont servis avec de la polenta, recouverts de sauce.

## Accord mets/vin
Traditionnellement, ce mets se sert avec le vin qui a été utilisé par la marinade soit un Capriano del Colle, soit Cellatica ou encore un valtellina ainsi qu'un Brunello di Montalcino.